# Virányi Ignác
Virányi Ignác, születési és 1873-ig használt nevén Blumenfeld Ignác (Eger, 1851. március 10. – Kecskemét, 1893. április 7.) állami főreáliskolai tanár.

## Élete
Középiskolai tanulmányainak I., II. és VI. osztályát Egerben, a IV.-et Gyöngyösön, a III., V., VII. és VIII-at Jászberényben végezte. 1869–1870-ben Füzesgyarmaton nevelő volt. Ettől fogva három évig a Pesti Tudományegyetem Bölcsészettudományi Karán a modern nyelvészet hallgatója volt és mint szegény szülők gyermeke sok fáradsággal tartotta fenn magát. 1872. július 27-én a III. osztályúvá serdült kecskeméti reáliskolához nevezték ki a magyar-német nyelv helyettes tanárává. 1872. november 26-án tanári vizsgát tett magyar-német nyelvből és irodalomból; ezen év december 16-án rendes tanárrá lépett elő. 1873-ban Blumenfeld családi nevét Virányira változtatta. Halálát tüdővizenyő okozta.
Munkatársa volt a helyi lapoknak; cikkei a kecskeméti főreáliskola Értesítőjében (1879. Iskola és színház); a Kecskemétben (1880. Lessing, Egyetmást a drámáról).
A kecskeméti zsidó temetőben nyugszik (11/124).

### Családja
Felesége Fuchs Teréz (1853–1924) volt, Fuchs Ádám (Áron) és Lázár Róza lánya, akivel 1874. május 5-én Kecskeméten kötött házasságot.
Gyermekei:
- Virányi Gyula (1875) hitközségi jegyző. Felesége Lakos Katalin okleveles tanítónő.
- Virányi Lajos (1876–1948)[5] ügyvéd. Felesége Witz Hermin.
- Virányi Béla (1877) műépítész, építési vállalkozó.
- Virányi Mária (1880). Első férje Rasofski Gerzson Löbl ecetgyáros, második Zilzer Lipót fűszer- és vegyeskereskedő.

## Munkái
- Népszerű felolvasások Kecskemét, 1881
- Módszeres német nyelvtan közép- és polgári iskolák számára. Kecskemét, 1883. (2. javított kiadás, 1886., 3. javított kiadás, 1890. Kecskemét, 4. javított kiadás. Budapest, 1896. Sajtó alá rendezte Ruprecht Alajos).
- Német olvasó- és gyakorlókönyv közép- és polgári iskolák kezdő osztályai számára. Budapest, 1892. (2. kiadás: 1893. Budapest. Ism. Tanáregylet Közlönye, 26. évfolyam)

A Magyar nyelv történeti szótárához az Akadémia megbízásából földolgozta Félegyházi Tamás bibliáját.
Írt színművet is: a Pénz és rang című drámát, melyet Kecskeméten elő is adtak.